# Provinz Pastaza
Die Provinz Pastaza (span. Provincia de Pastaza) ist eine Provinz in Ecuador. Sie liegt im Oriente genannten Anteil Ecuadors am Amazonasbecken und trägt den Namen des Pastaza, eines Nebenflusses des Amazonas. Die Provinz hat auf einer Fläche von rund 29.600 km² etwa 110.000 Einwohner. Ihre Hauptstadt ist Puyo. Die Natur der Provinz ist durch hohe Biodiversität gekennzeichnet.

## Geographie
Die Provinz Pastaza liegt zwischen 75°30' und 78°20' westlicher Länge und 1°10' und 2°40' südlicher Breite. Damit befindet sie sich in nord-südlicher Achse im Zentrum der Amazonasregion, dem östlichen Landesteil Ecuadors. Sie grenzt im Norden an die Provinzen Napo und Orellana, im Osten an Peru (Region Loreto), im Süden an die Provinz Morona Santiago und im Westen ebenfalls an Morona Santiago und die Anden-Provinz Tungurahua. Sie ist die größte Provinz des Landes und nach den Galápagos-Inseln diejenige mit der geringsten Bevölkerung.
Das Klima im Großteil der Provinz Pastaza, der zum Amazonastiefland gehört, ist tropisch mit Temperaturen zwischen 18 und 24 °C. Im Osten der Provinz, der zu den subandinen Kordilleren, dem Vorgebirge der Anden gehört, ist das Klima je nach Höhe etwas kühler.
Der Großteil der Provinz ist von teilweise unberührtem Tropischem Regenwald bewachsen. Dieser weist eine hohe Biodiversität auf und ist zum Teil als Naturschutzgebiet ausgewiesen.
Die wichtigsten Flüsse, die die Provinz durchfließen, sind der namensgebende Río Pastaza, der die Grenze zur Provinz Morona Santiago bildet, seine Zuflüsse Río Bobonaza und Río Copataza, der Río Curaray, der Río Tigre, der Río Pintoyacu, der Río Conambo, der Río Corrientes und der Río Alpayacu. Die Flüsse weisen diverse, zum Teil spektakuläre Wasserfälle auf.

## Bevölkerung
Die Provinz Pastaza ist die am dünnsten besiedelte Provinz mit einer Bevölkerungsdichte von knapp 2,5 Einwohnern pro km². Die Bevölkerung konzentriert sich in einem kleinen, am Fuß der Anden gelegenen Teil im Westen der Provinz. Die größte Stadt ist die Hauptstadt Puyo mit etwa 28.000 Einwohnern (2005). Als Stützpunkt der Erdölwirtschaft ist zudem noch Mera von Bedeutung.
Der Rest der Provinz, der zum Amazonastiefland gehört, ist weitgehend unbewohnt. Er war bis vor wenigen Jahrzehnten den indigenen Völkern der Shuar, Achuar, Huaorani und Sápara vorbehalten und wird in letzter Zeit zunehmend für Erdölfördertätigkeiten erschlossen. Die meisten Einwohner der Provinz sind zugewanderte Mestizen und neben den genannten indigenen Volksgruppen die sog. Amazonien-Quichuas (auch Canelo-Quichuas genannt).
Entwicklung der Einwohnerzahl der Provinz Pastaza bei landesweiten Volkszählungen zum jeweiligen Gebietsstand:
| Jahr                    | Einwohner | +/-    |
| ----------------------- | --------- | ------ |
| 1962                    | 13.693    | –      |
| 1974                    | 23.465    | 71,4 % |
| 1982                    | 31.779    | 35,4 % |
| 1990                    | 41.811    | 31,6 % |
| 2001                    | 61.779    | 47,8 % |
| 2010                    | 83.933    | 35,9 % |
| 2022                    | 111.915   | 33,3 % |
| Datenherkunft: Wikidata |           |        |

## Wirtschaft
In den letzten Jahrzehnten, seitdem Shell 1941 mit ersten Bohrungen in der Provinz Pastaza begann, hat sich die Erdölförderung zum finanziell wichtigsten Wirtschaftszweig in der Provinz entwickelt. Sie findet jedoch zunehmend in abgelegenen Gegenden außerhalb der Hauptsiedlungsgebiete statt, die bis dato nahezu vollständig den indigenen Völkern vorbehalten waren.
In den kleinen Hauptsiedlungsgebieten im Westen der Provinz herrschen Landwirtschaft (Zuckerrohr, Bananen, Yuca, Tabak, Tee) und Viehzucht (Rinder, Milchwirtschaft) vor. Die Industrie beschränkt sich auf Verarbeitung landwirtschaftlicher Primärgüter und kunsthandwerkliches Gewerbe (Stoffe, Keramik, Musikinstrumente). Darüber hinaus findet Fischerei in den Flüssen der Provinz statt, in denen zum Teil auch Gold gewaschen werden kann.
Da die Wälder der Provinz artenreich sind, ist zudem der Ökotourismus ein wachsender Wirtschaftszweig, dessen wichtigste Ressource allerdings durch Holzeinschlag und teilweise durch die Erdölförderung gefährdet ist. Darüber hinaus ist die infrastrukturelle Anbindung der Provinz Pastaza an die Andenprovinzen nicht so gut wie in der Provinz Napo, wodurch die Tourismusnachfrage sich dort stärker entwickelt als in Pastaza.

## Geschichte
Die Inka übten keinen Einfluss auf die Amazonasregion aus. Zu Kolonialzeiten wurde das Gebiet der heutigen Provinz Pastaza Provincia de los Canelos genannt, nach der Bezeichnung eines indigenen Volkes gleichen Namens. Gleichzeitig ist deren Bezeichnung ein Anklang an die Hoffnung, dort das legendäre Zimtland (span. canela = Zimt) sowie Eldorado zu finden, die unter anderem zur Gonzalo-Pizarro-Expedition Anlass gab. Zimt war im 16. Jahrhundert sehr begehrt und kostbar und Gonzalo Pizarro war von riesigen Zimtbäumen östlich der Anden berichtet worden. Tatsächlich wachsen Zimtbäume aber nur in Asien, so dass es sich bei den Proben, die Pizarro erhielt, um andere Lorbeergewächse, etwa aus der Gattung der Ocotea oder der der Nectandra gehandelt haben dürfte. Die Bäume der Art Nectandra coeloclada, die in der Provinz Pastaza vorkommen, werden auch heute noch Canelo genannt und als tropische Hölzer geschlagen und verarbeitet.
In Canelos wurde 1624 die erste Missionsstation Pastazas eingerichtet, die jedoch geringe Ausstrahlungskraft entwickelte. Die Gebiete der Provinz blieben weitgehend der indigenen Bevölkerung vorbehalten. An diesem Zustand änderte sich auch nach der Unabhängigkeit Großkolumbiens bzw. Ecuadors wenig. In den Jahren zwischen 1880 und 1915 griff von Iquitos aus der Kautschuk-Boom auf Ecuador über. In der heutigen Provinz Pastaza blieb er auf die wenig erschlossenen Gebiete im Osten (am Río Curaray) beschränkt und führte vor allem zur Versklavung bzw. Zwangsarbeit der Huaorani.
In den 1880er und 1890er Jahren wurde die Begründung von Orten und Missionsstationen erneut intensiviert. In diesem Zusammenhang entstand die heutige Hauptstadt Puyo, zunächst 1889 an der Stelle einer Shuar-Siedlung, die kurz darauf von Indianern aus Macas (heute: Provinz Morona Santiago) zerstört und um 1897 in der Nähe neu gegründet wurde. Bevölkerungszustrom, begrenzte Urbanisierung und infrastrukturelle Erschließung begannen in bedeutendem Maße erst nach 1940 mit den Erdölfördertätigkeiten bzw. nach der Eröffnung der Straße von Baños nach Puyo im Jahr 1942. 1949 wurden die Fördertätigkeiten zunächst als unrentabel eingestellt, bevor in den 1950er und 1960er Jahren neue Prospektionen begannen. Der Hauptsiedlungsstrom setzte nach 1972 ein, als einerseits ein Siedlungsprogramm der Militärregierung für das Amazonastiefland (infolge von Dürreperioden in der Andenregion) anlief und andererseits die Erdölfördertätigkeiten in neu erschlossenen Feldern intensiviert wurden.
Im Jahr 1921 wurden durch Verfeinerung der Territorialgesetzgebung im Amazonastiefland die Provinzen Napo-Pastaza und Santiago-Zamora geschaffen. Hauptstadt von Napo-Pastaza war Tena, die heutige Hauptstadt der Provinz Napo. Die Provinz Pastaza selbst entstand 1959, als die Provinzen Napo und Pastaza getrennt wurden. Sie bestand damals aus einem einzigen Kanton, dem 1911 eingerichteten Kanton Pastaza mit Hauptstadt Puyo.
Die östliche Grenze der heutigen Provinz Pastaza wurde nach dem Peruanisch-Ecuadorianischen Krieg im Protokoll von Rio de Janeiro (1942) relativ willkürlich gezogen. Das Ergebnis dieses Krieges war eine Verkleinerung des ecuadorianischen zu Gunsten des peruanischen Staatsgebietes.

## Kantone

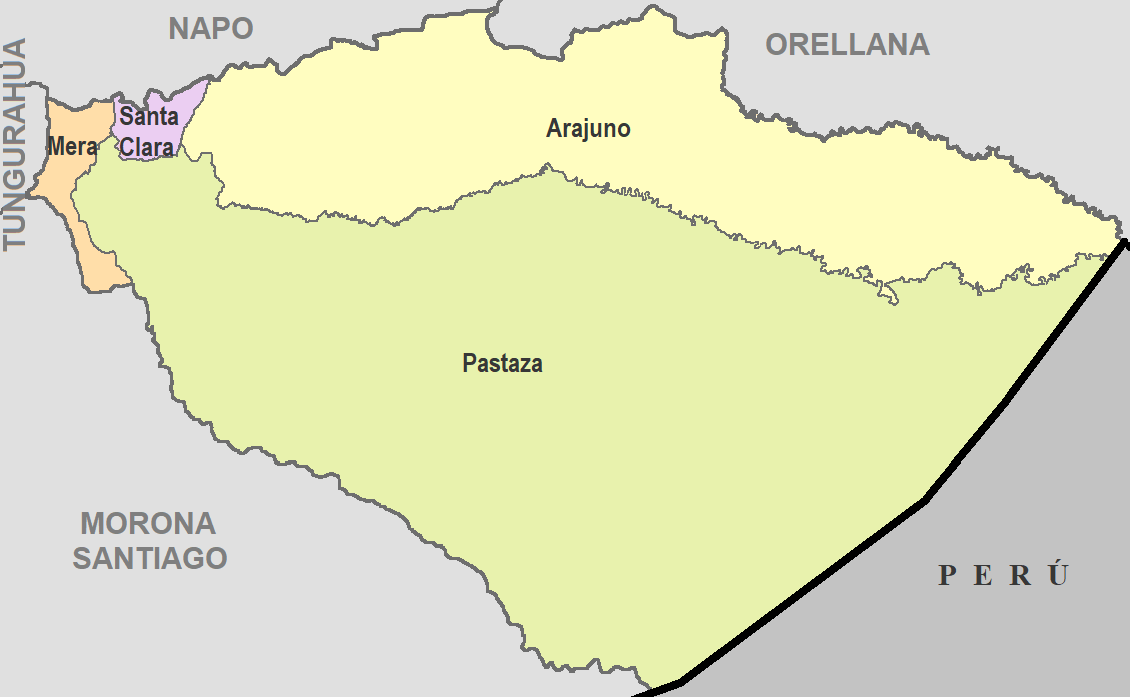
Die Kantone der Provinz Pastaza

Die Provinz Pastaza ist in vier Kantone unterteilt. Diese sind (in der Reihenfolge ihrer Einrichtung):
| Name        | Hauptort    | Einwohner 2022 | Einwohner 2010 | Fläche [km²] | Bev.-Dichte [Ew./km²] | Gründung |
| ----------- | ----------- | -------------- | -------------- | ------------ | --------------------- | -------- |
| Pastaza     | Puyo        | 82.754         | 62.016         | 19.944       | 4                     | 1911     |
| Mera        | Mera        | 15.087         | 11.861         | 531          | 28                    | 1967     |
| Santa Clara | Santa Clara | 4.521          | 3.565          | 313          | 14                    | 1992     |
| Arajuno     | Arajuno     | 9.553          | 6.491          | 8.859        | 1                     | 1996     |